# 106 Dywizja Piechoty (USA)
106 Dywizja Piechoty – amerykańska dywizja z czasów II wojny światowej.

## Historia
Powstała 15 marca 1943. Po szkoleniu trwającym ponad rok została wysłana do Europy Zachodniej i weszła do walki w grudniu 1944, na wówczas spokojnym odcinku frontu w Ardenach, gdzie miała zaaklimatyzować się. 16 grudnia na tym właśnie odcinku ruszyła niemiecka ofensywa w Ardenach. Niedoświadczona dywizja, zaskoczona niemieckim natarciem, poniosła ogromne straty. Dwa z trzech pułków dywizji (422 i 423) zostały otoczone i wzięte do niewoli. Wśród około 7 tysięcy jeńców z dywizji był między innymi Kurt Vonnegut, który opisał swoje doświadczenia w powieści Rzeźnia numer pięć.
Mimo strat dywizja walczyła do marca 1945, następnie została przeniesiona do służby na tyłach. Ogółem spędziła łącznie 63 dni na froncie. Powróciła do USA i została rozwiązana w październiku 1945.